# Lilo Linke

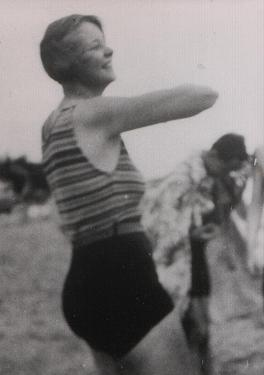
Beim Ausflug der Berliner Jungdemokraten zum Wannsee, Sommer 1928

Lilo Linke (* 31. Oktober 1906 in Berlin; † 27. April 1963 auf einem Flug von Athen nach London) war eine deutsch-ecuadorianische Schriftstellerin und Reporterin.

## Leben
Ab 1925 war Linke Mitglied der Berliner Jungdemokraten und der DDP. Ihre Tätigkeit als Angestellte der Jungdemokratengeschäftsstelle brachte sie in Kontakt mit vielen demokratischen Politikern der Reichshauptstadt. 1930 war sie Gründungsmitglied der Radikaldemokratischen Partei. 1932, als das Scheitern einer eigenständigen linksliberalen Partei offensichtlich war, schloss sie sich der SPD an.
1931 unternahm Linke eine Reise nach England. Beim Besuch des Parteitages der Labour Party in Scarborough lernte sie die englische Schriftstellerin Margaret Storm Jameson kennen. Zwei Jahre später, nach der Machtübergabe an die Nationalsozialisten, folgte sie Mitte 1933 einer Einladung Storm Jamesons und ging ins Exil nach England. Der Erfolg ihres autobiographischen Schlüsselromans Restless Flags (in der amerikanischen Ausgabe unter dem Titel Restless Days) und ihre englische Übersetzung von Wolfgang Langhoffs Buch Die Moorsoldaten machten sie im Kreis des politischen und literarischen Exils in London bekannt. Hieraus erwuchs ihre lebenslange Freundschaft mit Robert Neumann.
Im Mai 1939 verließ Lilo Linke London Richtung Panama. 1945 erwarb sie die Staatsbürgerschaft Ecuadors. Sie starb im April 1963 an Herzversagen auf einem Flug von Athen nach London und wurde am 22. November in Quito beigesetzt.
Fast alle Bücher Linkes erschienen in englischer Sprache. Ihr einziger in Deutsch verfasster Roman Wo ist Fred? erschien 1963 postum in Hamburg. Für die Exilforschung entdeckte Karl Holl die damals in Deutschland als Emigrantin fast Vergessene in den 1980er Jahren wieder und gab 2005 die deutsche Übersetzung ihrer Jugenderinnerungen heraus.
Lilo Linkes Urgroßnichte ist die Autorin C. R. Scott. Deren Bruder, also Lilo Linkes Urgroßneffe, ist Christian Linke, ehemaliger Panik-Bassist und Schöpfer der TV-Serie Arcane.

## Buchveröffentlichungen
- Tale without End, 1934
- Restless Flags. A German Girl’s Story, 1934
  - Tage der Unrast. Von Berlin ins Exil: Ein deutsches Mädchenleben 1914–1933 (Übersetzung von Dorothea Hasbargen-Wilke). Bremen: Ed. Lumière, 2005. ISBN 3-934686-24-9 (Rezension bei H-Soz-u-Kult)
- Allah Dethroned: A Journey Through Modern Turkey, 1936
- Cancel all Vows. London: Constable, 1937
- Magic Yucatan – a Journey Remembered, 1950
- Ecuador, Country of Contrasts, 1954
- People of the Amazon, 1963
- Wo ist Fred? Hamburg: Blüchert, 1963